# خانه شیرین جهنمی
خانه شیرین جهنمی (به انگلیسی: Home Sweet Hell) فیلمی محصول سال ۲۰۱۵ و به کارگردانی آنتونی بورنز است. در این فیلم بازیگرانی همچون پاتریک ویلسون، کاترین هیگل، جوردانا بروستر، کوین مک‌کید، جیم بلوشی، ای جی باکلی، برایس جانسون، مدیسون ولف، شای مک‌براید ایفای نقش کرده‌اند.